# Schneckenkaviar

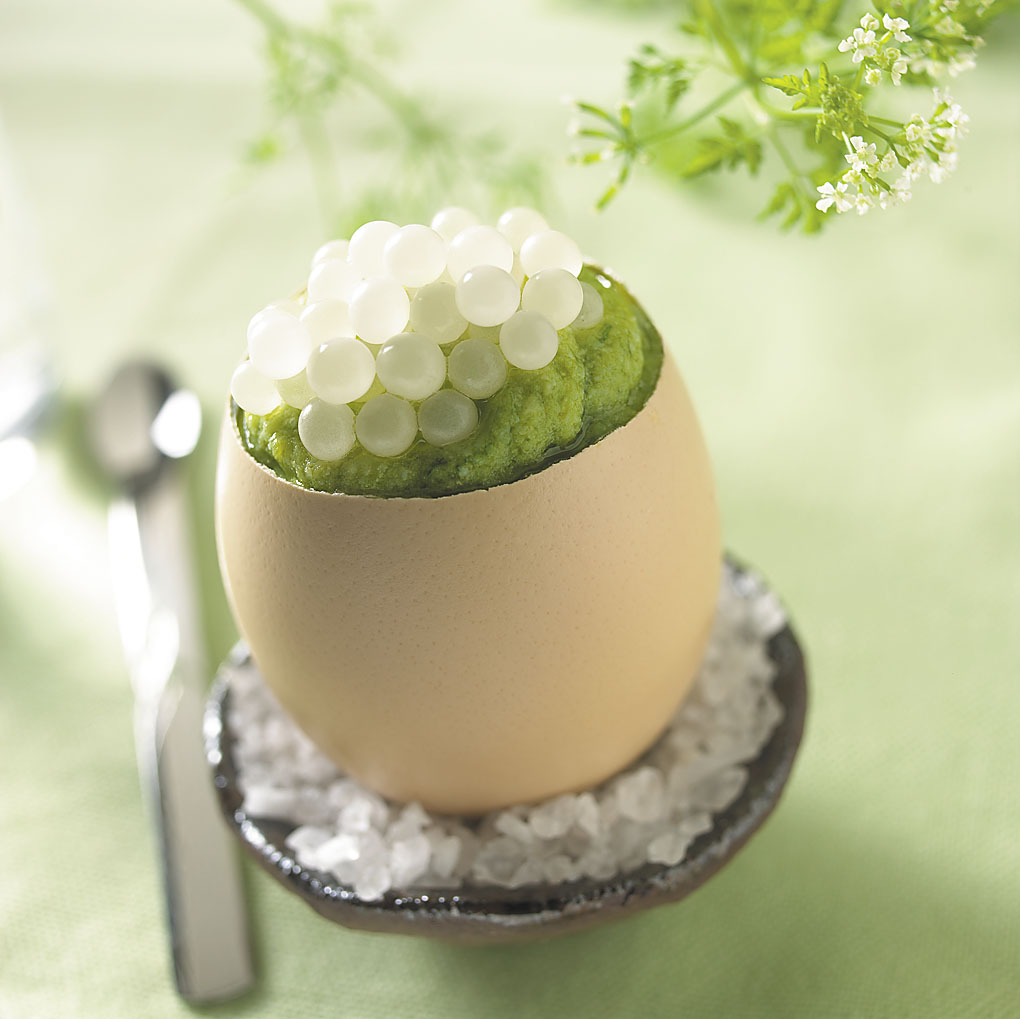
Eine Schale mit Schneckenkaviar

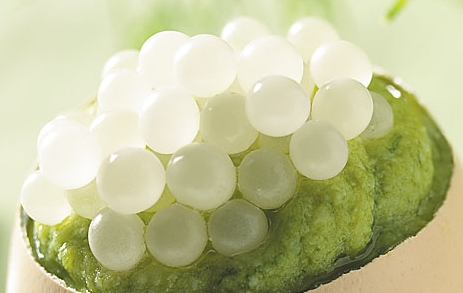
Nahaufnahme des Schneckenkaviars

Schneckenkaviar ist eine Kaviaralternative, die aus frischen oder verarbeiteten Eiern von Landschnecken, hier üblicherweise von Weinbergschnecken, hergestellt wird. International werden auch die Bezeichnungen Escargot-Kaviar oder Escargot-Perlen verwendet.
Von Natur aus sind die kugelförmigen Eier farblos bis milchig-weiß. Nach der Verarbeitung erscheinen die Eier cremefarben, blasrosa oder weiß und haben einen Durchmesser von üblicherweise 3–4 mm, unter Umständen bis zu 6 mm. Einige gewerbliche Schneckenfarmen bieten den Schneckenkaviar als zusätzlichen Teil ihrer Produktpalette an.

## Eigenschaften und Verwendung
Die rohen Schneckeneier haben eine glatte Schale, die sehr empfindlich und leicht zerbrechlich ist. Die Eierschale besteht aus Kalzium, das nach der Eiablage bei Luftkontakt aushärtet. Die Schale schützt das Albumin, das zusätzlich von einer dünnen transparenten Membran umhüllt ist.
Schneckenkaviar wird zur Verbesserung der Haltbarkeit häufig pasteurisiert. Allerdings verändert sich durch die Pasteurisierung der Geschmack leicht. Deshalb wird Schneckenkaviar ohne Pasteurisierung angeboten, der unter Verwendung von Salzlake als Konservierungsmittel haltbar gemacht wurde. Einige Hersteller verwenden aromatisierte Salzlösungen, um dem Kaviar einen besonderen Geschmack zu verleihen.
Der Geschmack von Schneckenkaviar unterscheidet sich vom herkömmlichen Kaviar. Häufig findet man die Formulierung, er schmecke nach Wald oder sein Geschmack erinnert an "gebackenen Spargel" oder "gebackene Pilze" mit einer zarten holzigen Note. Andere Konsumenten beschreiben einen "erdigen" Geschmack und empfinden ihn knuspriger als Fischkaviar.
Er kann wie gewöhnlicher Kaviar mit Toast, Sauerrahm und Champagner oder als Suppe serviert werden.

## Herstellung
Die gewerbliche Schneckenzucht ist eine Form landwirtschaftlicher Produktion, die auch als Helikultur bezeichnet wird. Sie erfasst den gesamten Prozess der Aufzucht von Landschnecken speziell für den menschlichen Verzehr, dessen Ergebnis primär das Schneckenfleisch ist.
Der Schneckenkaviar wird mit einem hohen manuellen Aufwand gewonnen, weshalb Schneckenkaviar nur in einigen Schneckenfarmen verarbeitet und vermarktet wird.
Schnecken legen einmal im Jahr ihre Eier ab. Da Schnecken Zwitter sind, kann jede Schnecke Eier legen. Allerdings können Schnecken sich nicht selbst befruchten, sondern brauchen einen Paarungspartner.  Etwa 10 Tage nach der Paarung legen die Schnecken bis zu 50 Eier im Boden ab.
Zur Ertragssteigerung wurden daher spezielle Aufzuchtgehege entwickelt, die durch optimale Klimabedingungen (Temperatur, Licht und Luftfeuchtigkeit) eine maximale Reproduktion fördern und den manuellen Aufwand reduzieren helfen. Eine häufig angewendete Methode zum effektiveren Ernten der Eier ist, die ablagereifen Schnecken in spezielle Kisten mit Erde und Sand zu legen, aus der die Eier herausgesammelt werden.

## Wirtschaft
Eine rentable Produktion von Schneckeneiern ist schwierig, wenn man sie mit der Produktion von Fischrogen wie der von Störe vergleicht: Eine Schnecke legt in der Regel jährlich etwa vier Gramm Eier, während ein Stör bis zu 18 kg Eier in sich tragen kann.
Bereits im August 1987 wurde in den USA für Schneckenkaviar ein Einzelhandelswert von 1400 $ pro kg erzielt, was zu dieser Zeit mit dem Verkaufspreis des Beluga-Kaviars vergleichbar war. Im Dezember 2007 wurde ein 50-Gramm-Glas Schneckenkaviar der Marke De Jaeger auf einer Schneckenfarm in Soissons, Frankreich, für 80 Euro verkauft (1.600 Euro pro kg). Im Januar 2019 wurde ein 30-Gramm-Glas Schneckenkaviar der Wiener Schnecken-Manufaktur in Wien (Österreich) für mehr als 49 Euro angeboten  (1.633 Euro pro kg). Eine 50-Gramm-Portion entspricht ungefähr zwei Esslöffeln Schneckenkaviar.